# Kallithea (Elida)
Kallithea  este un oraș în Grecia în prefectura Elida.